# Shin Hyun-been
Shin Hyun-been (신현빈?, 申鉉彬?, Sin HyeonbinLR, Sin HyŏnbinMR; 10 aprile 1986) è un'attrice sudcoreana.
Ha iniziato a recitare dopo aver terminato l'università, ottenendo tramite audizione una parte nella commedia nera del 2010 Bangga? Bangga! e una nella serie in costume del 2011 Musa Baek Dong-soo. Grazie al primo ha ricevuto il premio come miglior attrice emergente ai Baeksang Arts Award, mentre il secondo le ha portato il riconoscimento da parte del pubblico.

## Filmografia

### Cinema
- Bangga? Bangga! (방가? 방가!?), regia di Yook Sang-ho (2010)
- Gangcheol Dae-o: Gugug-ui cheolgabang (강철대오: 구국의 철가방?), regia di Yook Sang-ho (2012)
- Eotteonsar-in (어떤살인?), regia di Ahn Yong-hoon (2015)
- Gongjo (공조?), regia di Kim Sung-hoon (2017)
- 7nyeon-ui bam (7년의 밤?), regia di Choo Chang-min (2018)
- Byeonsan (변산?), regia di Lee Joon-ik (2018)
- PMC: The Bunker (PMC: 더 벙커?), regia di Kim Byung-woo (2018)
- Him-eul nae-yo, Mister Lee (힘을 내요, 미스터 리?), regia di Lee Gye-byuk (2019)
- Closet (클로젯?), regia di Kim Gwang-bin (2020)
- Nido di vipere (지푸라기라도 잡고 싶은 짐승들?), regia di Kim Yong-hoon (2020)
- Tre rivelazioni (계시록?), regia di Yeon Sang-ho (2025)

### Televisione
- Musa Baek Dong-soo (무사 백동수?) – serie TV (2011)
- Balhyogajok (발효가족?) – serie TV (2011-2012)
- Gajoksajin (가족사진?) – miniserie TV (2012)
- Mimi (Ghost Romance) (미미 (고스트 로맨스)?) – miniserie TV (2014)
- Madame Antoine (마담 앙트완?) – serie TV (2016)
- Churi-ui yeo-wang (추리의 여왕?) – serie TV (2017)
- Argon (아르곤?) – serie TV (2017)
- Geunyang saranghaneun sa-i (그냥 사랑하는 사이?) – serie TV, episodio 16 (2018)
- Mistress (미스트리스?) – serie TV (2018)
- Jabaek (자백?) – serie TV (2019)
- Hospital Playlist (슬기로운 의사생활?) – serie TV (2020-2021)
- Reflection of You (너를 닮은 사람?) – serie TV (2021)
- Goe-i (괴이?) – serie TV (2022)
- Jaebeoljip mangnae-adeul (재벌집 막내아들?) – serie TV (2022)
- Saranghandago malhaejwo (사랑한다고 말해줘?) – serie TV (2023-2024)
- Saebyeok 2si-ui Cinderella (새벽 2시의 신데렐라?) – serie TV (2024)